# Бурошнековий спосіб виймання вугілля
Бурошнековий спосіб виймання вугілля (рос. бурошнековый способ выемки угля, англ. coal recovery method of drill, нім. Bohrschneckenabbau m) — послідовне буріння свердловин, діаметр яких трохи менший від потужності пласта. Між свердловинами лишаються технологічні цілики завширшки 0,2 м.
Виймання проводиться, наприклад, двошпиндельною установкою БУГ-3, що складається з бурошнекової установки, шнекового секційного кістяка, бурових коронок, які руйнують вугілля, пристрою нарощування та складування секцій, засобів пилепоглинання.
Застосовується у Львівсько-Волинському басейні.